# Stara Ropa
Stara Ropa dawniej też Stararopa (ukr. Стара Ропа) – wieś w rejonie samborskim (wcześniej w rejonie starosamborskim) obwodu lwowskiego Ukrainy. Wieś liczy około 857 mieszkańców. Podlega starosolskiej silskiej radzie. Pierwsza wzmianka o wsi pochodzi z 1421.
Przed II wojną światową należała do powiatu starosamborskiego. W 1921 r. liczyła około 2539 mieszkańców. Na południe od Starej Ropy znajdował się niezamieszkany obszar dworski o nazwie Buczów ad Stara Ropa.

## Ważniejsze obiekty
- Cerkiew greckokatolicka